# Чёрный вторник (2007)

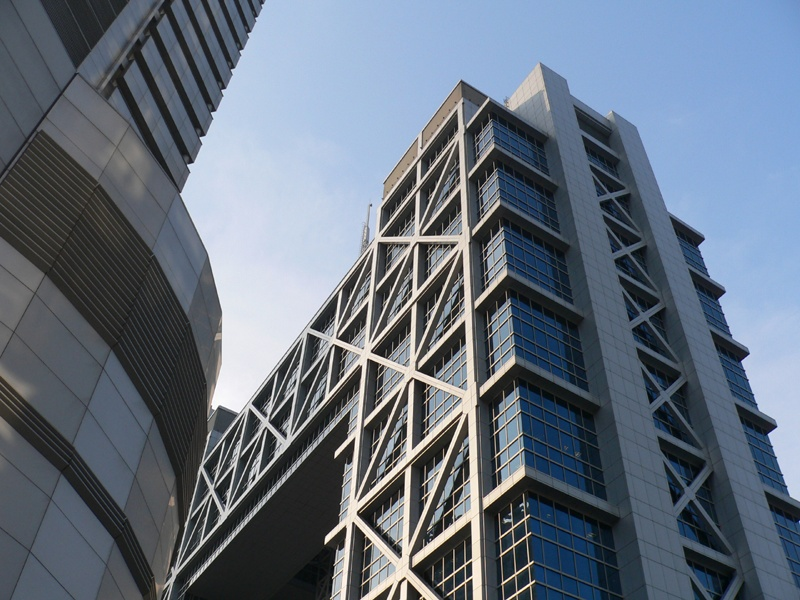
Здание Шанхайской фондовой биржи

27 февраля 2007 года стал «черным вторником» для китайского фондового рынка — за день индекс Shanghai Composite потерял почти 9 %, что стало самым серьёзным падением за почти 10 лет. Падение произошло во время слухов и опасений, что фондовый рынок Китая перегрет и подогревается спекулятивными, часто заемными средствами. К началу 2007 года фондовый рынок КНР превратился в один из самых популярных способов вложений для китайского среднего класса. Число зарегистрированных розничных счетов в брокерских конторах, покупающих для китайских граждан и организаций акции, достигло 80 млн. Это привело к очень быстрому росту рынка: после нескольких лет стагнации или рецессии с начала 2006 года котировки выросли более чем на 145 %. Рост цен на акции подстегивался ростом экономики КНР и прибыльности китайских компаний. В понедельник 26 февраля индекс Shanghai Composite впервые закрылся выше 3 000 пунктов.
Однако во вторник пришла расплата: слова вице-спикера парламента КНР Чжэн Сивея (ещё в январе он предупредил о «надувании фондового пузыря») оказались пророческими. К вечеру вторника индекс закрылся на уровне 2771,8. Падение котировок было вызвано паникой среди многих институциональных инвесторов, которые предположили, что рынок достиг пика, и предпочли зафиксировать прибыль и покинуть китайский фондовый рынок. Это предположение было вызвано ростом инфляции в КНР, что привело к появлению слухов о повышении процентных ставок Народным банком Китая. Более высокие процентные ставки могут и замедлить темпы роста китайской экономики, и понизить спрос на акции со стороны местных инвесторов.

## Влияние на фондовые биржи

### Нью-Йорк, США
По итогам торгов на Нью-йоркской фондовой бирже индекс Доу-Джонса упал более чем на 400 пунктов. Такого падения фондовый рынок страны не помнит с 11 сентября 2001 года, когда террористы атаковали Международный торговый центр.

### Москва, Россия
По итогам торгов индекс РТС упал на 3,46 % — до 1902,49 пункта, а индекс ММВБ — на 4,14 % — до 1682,12.

### Лондон, Великобритания
По итогам торгов британский индекс FTSE 100 понизился на 148,60 пунктов (-2,31 %), составив 6286,10 пункта.

## Глобальные итоги биржевой паники в Китае
Паника на рынках мира длилась несколько дней: российский рынок, например, с исторического максимума по индексу РТС в 1970 пунктов за пять дней упал на 11,8 %. С 28 февраля по 7 марта инвесторы забрали с фондовых рынков развивающихся стран рекордные $8,9 млрд, подсчитали эксперты Emerging Portfolio Fund Research. Следующие две недели — с 7 по 21 марта — были более спокойными: минус $1,05 млрд.